# 908 TCN
908 TCN là một năm trong lịch La Mã.